# Hildegardisschule (Rüdesheim am Rhein)
Die Hildegardisschule Rüdesheim, ehemals Grund-, Haupt- und Realschule Rüdesheim, ist eine staatliche integrierte Gesamtschule, vormals Realschule in Rüdesheim am Rhein im Rheingau. Träger ist der Rheingau-Taunus-Kreis. Gemäß dem Kreistagsbeschluss wurde die Hildegardisschule in Rüdesheim am Rhein zum Abschluss des Schuljahres 2015/16 in eine integrierte Gesamtschule umgewandelt. Der Realschulzweig wird entsprechend auslaufen.

## Geschichte
Die Schulchronik beginnt mit Aufzeichnungen aus dem Jahre 1817. Das exakte Gründungsdatum lässt sich rückwirkend nicht bestimmen, da keine Dokumente existieren. Die Schulgründung basierte auf kirchlicher Initiative.
Der regionale Schulentwicklungsplan verlangte die Schließung des Hauptschulzweiges in Rüdesheim. Dieser Vorgabe wurde entsprochen und der Bildungsgang Hauptschule geschlossen. In der Konsequenz wurde auch die Grundschule ausgegliedert, da das Hessische Schulgesetz keine Grund- und Realschule vorsieht. Vom Schuljahr 2007–2008 bis zum Schuljahr 2014–2015 wurde die Hildegardisschule Rüdesheim nun als reine Realschule geführt. Sie war neben der Gutenberg-Schule Eltville eine von zwei Realschulen im Rheingau. Seit dem Schuljahr 2015–2016 ist sie die erste IGS im Rheingau.

## Schule
An der Hildegardisschule unterrichten ungefähr 40 Lehrkräfte. Die Schule bietet einen sportlichen sowie einen sozialen Schwerpunkt an. Im Jahr 2011 wurde der Förderverein Hildegardisschule gegründet, der sich für die Schule deren Schüler und Bedienstete engagiert sowie unter anderem die Ehemaligen-Aktivitäten organisiert.